# Vidalia bicolor
Vidalia bicolor är en tvåvingeart som beskrevs av Hardy 1987. Vidalia bicolor ingår i släktet Vidalia och familjen borrflugor. Inga underarter finns listade i Catalogue of Life.